# Marie des passions
Marie des passions est un roman historique de Juliette Benzoni paru en 2005 chez Plon. Il constitue le deuxième et dernier volet de la série Marie des intrigues.

## Histoire
Exilée après une tentative d’attentat contre le cardinal de Richelieu, Marie, duchesse de Chevreuse, n’a de cesse de regagner la Cour, loin de laquelle elle dépérit. Seule sa passion dévorante pour l’aristocrate anglais Henry Holland illumine sa retraite. Dès son retour à Paris elle prend la tête, avec l’appui de la reine Anne d’Autriche, de complots aussi ambitieux qu’improbables. Mais chacune de ces conspirations l’éloigne un peu plus du pouvoir. Collectionnant les admirateurs, Marie connaîtra-t-elle enfin le bonheur d’un amour partagé ? Saura-t-elle, malgré ses erreurs, conserver son influence à la Cour ? Confiante en son extraordinaire destin, elle ne va pas hésiter à se mettre en danger pour obtenir ce qu’elle désire…